# 크로아티아 핸드볼 국가대표팀

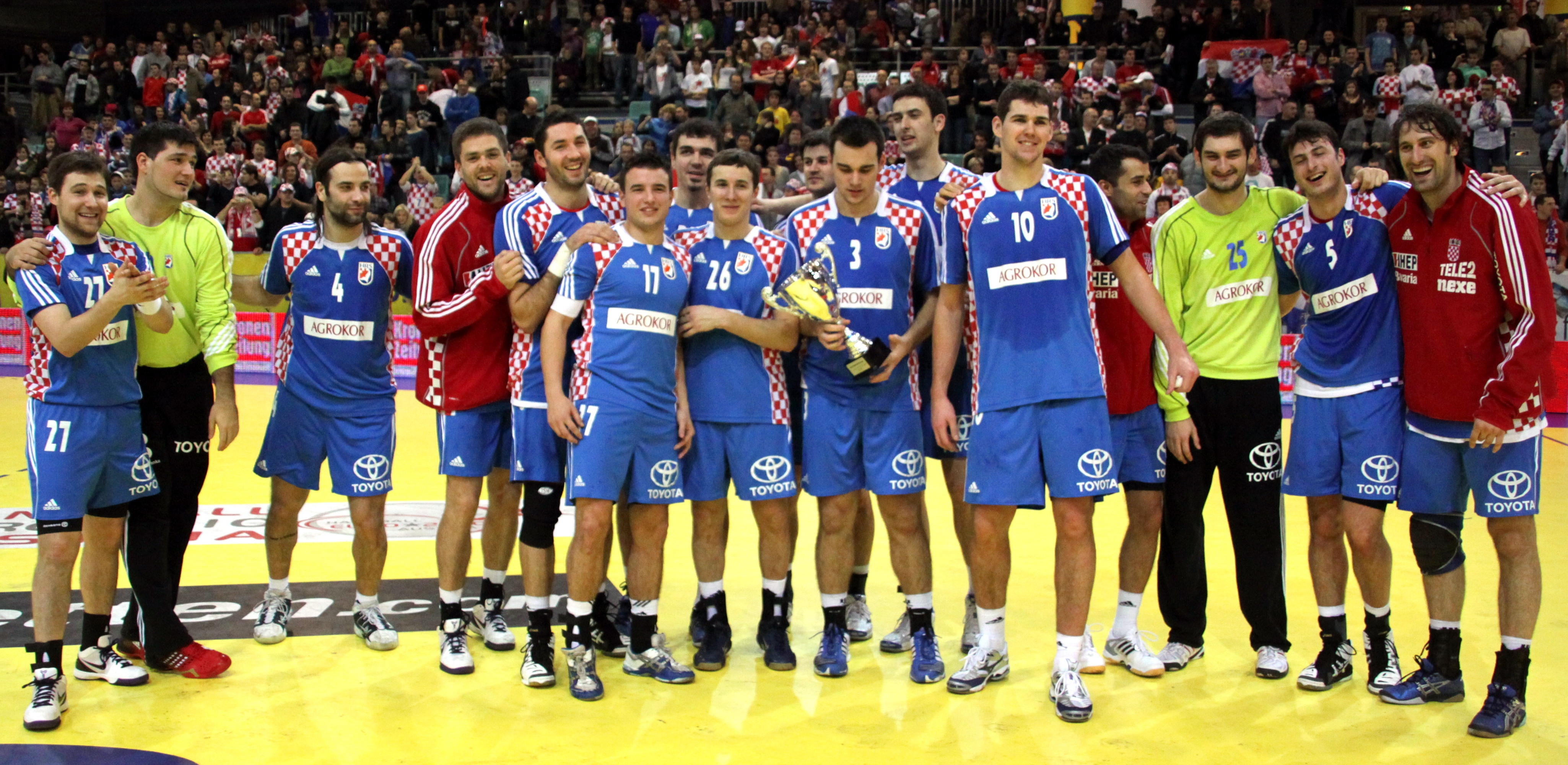

크로아티아 핸드볼 국가대표팀(크로아티아어: Hrvatska rukometna reprezentacija)은 크로아티아를 대표하여 국제 경기에 참가하는 핸드볼 국가대표팀이며, 크로아티아 핸드볼 연맹이 운영하고 있다.
올림픽에서 2번, 세계 선수권 대회에서 1번 우승했으나 유럽 선수권 대회에서는 3회 준우승을 차지하고 우승 경험이 없다.